# Четвёртый Двинский собор
Четвёртый Двинский собор — собор Армянской церкви, созванный в 648 году в городе Двин.

## История собора
Это событие произошло в период византийско-арабской борьбы за Армению и роста сопротивления армянского народа иноземным захватчикам. На тот момент Армения находилась в крайне тяжёлом положении, так как арабы дважды совершили нашествия на страну, разрушив столицу Двин и угнав в плен множество жителей. Часть армянских нахараров обратилась за помощью к византийским войскам, но получила отказ. Несмотря на это, народные массы начали борьбу против арабов и византийцев, стремясь защитить страну от захватчиков.
В борьбе за независимость Армении участвовал Теодорос Рштуни, который выступал против византийской ориентации католикоса Нерсеса, не приносящей стране политических выгод. Византия пыталась использовать религиозные разногласия с Армянской церковью для своих захватнических замыслов. Византийский император Ираклий и католикос Нерсес III Тайеци предпринимали попытки заставить Армянскую церковь принять решения Халкидонского собора о двух естествах Христа. Но благодаря усилиям Теодороса Рштуни эти попытки были отклонены Четвёртым Двинским собором в 648 году. Теодорос Рштуни также начал переговоры с арабами и заключил с ними договор в 652 году, который был выгодным для Армении. Таким образом, Четвёртый Двинский собор имел огромное значение для Армянской церкви и страны в целом.
Каноны собора регулировали не только церковные вопросы, но и социально-экономические отношения в обществе. Они свидетельствуют об усилиях церковных властей сохранить и укрепить церковную собственность и материальное положение духовенства. Кроме того, указанные статьи Двинских канонов сохраняли свою актуальность на протяжении нескольких веков и использовались даже в XII веке Мхитаром Гошом при создании его «Судебника». В этом смысле, Четвёртый Двинский собор является важным этапом в развитии правовой мысли и законодательства в Армении.

## Каноны собора
Принятые каноны Четвёртого Двинского собора:

1. Предводителям святой церкви, а именно епископам, достодолжно свято и праведно следовать во всем по путям справедливости согласно установлениям святых отцов, дабы ими были все посолены и приправлены, а неприправленные были бы отвержены и растоптаны людьми. Они (епископы) должны быть примером для всей паствы (своим) благообразием, чтобы представ перед великим пастырем (быть достойными) принять славы венец неувядаемый.
2. Епископ, согласно установлению святых отцов, не властен в чужой епархии воздвигать алтарь или рукополагать во священники, но если там нет епископа, то соседние епископы по повелению архиепископа получают право на это, однако доходы, как и установлено, должны остаться церкви этой же епархии.
3. Епископ не должен присваивать епархию другого епископа, а также не должен брать не причитающихся ему обычных приношений; но если будет распря между братьями, то следует учинить расчет и не разрешать спора насилием или захватом.
4. Епископы каждой епархии и монастыря должны надзирать и попечительствовать, заботиться о просвещении, культе и школах, содержать своих служителей и уделять им от святых даров, и не совершать чего-либо насилием и из корыстолюбия (за взятку). Они должны также устраивать приюты (для бедных) и заботиться о них, а штрафы, взимаемые с блудниц и иных преступников, употреблять на их нужды; насилием и из корыстолюбия не то, что не брать нечто с приютов, а особо радеть о немощных и утешать их нищету. Что же касается монастырских иереев и священников, то они должны быть покорны своему настоятелю. И если кто-либо из епископов и священников ослушавшись станет пренебрегать установленными со стороны предков канонами, тот подлежит наказанию, согласно канону.
5. Насчет имущества и наследства мы постановили, что как с самого начала было повелено святым Григорием, пусть так и будет: у кого большое наследие, тот пусть пожинает большее, у кого малое, — пусть-довольствуется малым; и пусть не делят добро подымно, ибо наследие святой церкви подобно владению азата, которые были разделены блаженным святым Григорием и царем нашим Тиридатом. Итак, пусть каждый владеет отцовским наследием, верноподанно служит святой церкви и с полным благоволением повинуется настоятелю. А если кто-либо заленится и станет препятствовать просвещению и церковной службе и детей причета не отдаст в школу, того епископ вправе проучить и наставить на путь истинный.
6. Некоторые из церковного причета, бросив сан и священничество, стяжали всадничество. Ныне если они сойдут с порочного пути, то будут благословлены Господом и приняты нами, если же нет, то настоятель вправе лишить таковых священничества и передать (последнее их) родичам — достойным священникам и священнослужителям, которые службу святой церкви исполняют исправно. Для таковых устанавливается срок в три года. Если они (за это время) не сойдут с суетного пути, то во власти епископа письменно и с печатью лишить таковых священнического сана и передать их родичам.
7. Когда наша страна из-за грехов наших была порабощена врагами, многие мужчины и женщины были угнаны в рабство, а их супруги без разрешения вардапета брали жен и выходили замуж. Для подобных мы постановили так: если супруг (или супруга) находится в плену, и они осмелятся до истечения семилетнего срока вступить в другой брак, то брак таковых считать блудом, а их самих подвергнуть телесным наказаниям. Мы повелеваем: пусть вардапеты отнимут часть их имущества и доходов и раздадут нищим, и пусть разведут их и наложат семилетнюю епитимию. А если через семь лет супруг (или супруга) вернутся из плена, то каждый пусть соединится со своей половиной, если же не вернутся (за это время), то оставшиеся могут вступить в (новый) брак с теми, кого они уже взяли себе (вместо жены или мужа), а вернувшиеся (после этого срока) пусть с благословения (церкви) берут других жен или выходят замуж за других мужчин, но опять-таки с наложением епитимии. А те, что вытерпели семь лет, пусть сочетаются с благословением без штрафа и наказания, но опять с наложением епитимии (за вторичный брак).
8. Если кто-либо из служителей святой церкви — мужчина или женщина — будет бездетным, то при жизни он властен обладать всем (что ему дано во владение), а после себя он не властен лишать (кого-нибудь одного) из своих близких родственников земли, воды и вообще даров церкви; и если близких родственников много и он желает кого-либо из них усыновить, то он властен это сделать, чтобы тот поступил по его воле и стал бы хозяином, но он не властен передать дальнему (родственнику) или чужому человеку. Однако движимое имущество и полученную (им самим) по завещанию собственность он может передать кому пожелает, и если хочет — вправе продать или подарить. А если усыновленный с одобрения деревни или усыновителя удостоится священничества, но (вскоре станет ясно, что) священнический сан ему не подходит, то ему как уже рукоположенному причитается (лишь) половина даров церкви, свободная от налогов и податей. В этом случае другую половину даров, всю землю и воду покойный священник и его жена оставляют святой церкви. Но вообще дары церкви целиком передаются близким родственникам, если нет сыновей и внуков, ибо непристойно лишать наследства святой церкви достойных близких родичей и передавать дальним (и) чужакам. Однако, если имеется добровольное согласие (законных) наследников на такую передачу, то пусть вардапет разрешает ее, но только не шинакану (крестьянину), а кому-нибудь из церковнослужителей, пусть даже (самому) дальнему (родственнику). Вардапет властен также отказать (недостойному) близкому родственнику. А если случится, что от священника останется в наследство деревня, то она принадлежит святому престолу, и вардапет может предоставить ее кому пожелает, но только кому-нибудь из достойных и учёных людей (церкви). Это церковное установление идет со времен греческого императора Ираклия и персидского царя Хосрова, и да будет так (впредь). Правила же, действовавшие до них, не следует тревожить, ибо мы ничего определенного не знаем — как они были определены, но после того было установлено так, как и мы ныне определили во имя Бога; и никто не властен изменить это постановление.
9. Многие порочные и искажающие христианскую веру азаты при разделе своих дворов и людей проявляют алчность и стараются ввергнуть церковников в услужение и рабство, тогда как блаженный Григорий (Просветитель) и святой Тиридат прировняли детей святой церкви к сословию азатов, и земля и вода святой церкви были свободны. Персидское государство также признало это и не смешивало их с шинаканами, отмечая иерейские хозяйства (в списках) царской канцелярии (дивана), и они платили лишь подать царскому двору. Итак, если кто алчным взором станет смотреть на свободных детей церкви, обратит их в свой удел и поставит в положение слуг, таковые да будут лишены благословения святого Просветителя и нашего собора; и да не будут властны вардапет и священники благословлять жертвы, приносимые подобными людьми. Кроме того, некоторые из азатов своевольно делят доходы церкви, присваивают власть и службу епархиальных начальников и не подчиняются повелениям вардапетов и наших канонов. Подобные люди, имеющие дерзость совершать богопротивное дело, да будут лишены святых (отцов) и нашего благословения.
10. Некоторые из азатов властвуют над монастырями и из монахов кого захотят изгоняют и наказывают, что непристойно и противозаконно. А некоторые (азаты) со своими семьями живут в монастырях, непочтительным бесстыдством пренебрегая Божьей церковью. И вот, если внимая нашему повелению, они изменят свое поведение и предоставят епархиальным начальникам блюсти за церковью и богослужением, таковым пусть будет дано отпущение грехов, совершенных ранее, а от нашего единодушного собора — благословение. Вместе с народом, с обильными плодами и добровольно преподносимыми дарами пусть идут они по монастырям и молятся, ведя жизнь, достойную деяний своих предков, и пусть из жадности не пытаются властвовать (над монастырями), дабы удостоиться благословения Божьего и собора нашего.
11. Некоторые из азатов властвуют над богадельнями и требуют налоги (с немощных) как со здоровых (людей), назначают своих надзирателей над их пищей и питьем, бранью и наказаниями притесняют, безжалостно мучают убогих братьев, о коих надобно и достодолжно заботиться, уделяя долю и часть с каждого дохода — от гумна и давильни и от всех плодов, и утешать сердца их и лечить раны, дабы удостоиться великого воздаяния и даров во время славного пришествия Сына Божьего.
12. Некоторые из азатов и простых всадников, прибывая в какое-нибудь селение, оставляют село и живут в монастырях и в обителях святых, оскверняя священные Божьи места певцами-гусанами и танцовщицами-вардзаками, что для христиан страшно слушать, тем паче совершать. Итак, пусть вардапеты и священники церкви доведут установленный нами данный канон до всеобщего сведения, и кто покорится и повинуется, тот получит благословение Христово, святых учителей и нашего единодушного собора. А если найдутся непокорные и надменные, которые пренебрегут (этим каноном), таковые заслужат презрение святых мучеников и будут лишены всякого духовного благословения. Ибо монастыри суть покои святых и обиталища епископов и священников, дьяконов, иноков и бедных. И если иногда благочестивые азаты и боголюбивые госпожи будут приглашены служителями святых мест, пусть идут с большим трепетом и с жертвенными подношениями, чтобы участвовать в богослужении, молитвах и благословениях, которые ожидают их в доме Господа Бога, воистину согласно тому, как сказано — «войду в дом Твой со всесожжениями, воздам Тебе обеты мои, которые произнесли уста мои», или, «никто не должен являться перед лице Господа с пустыми руками, но что хорошее, то принеси с собой».